# اسکات هایم
اسکات هایم (انگلیسی: Scott Heim؛ زادهٔ ۲۶ سپتامبر ۱۹۶۶) رمان‌نویس، شاعر و ویراستاری اهل ایالات متحده آمریکا است.
وی همچنین برندهٔ جوایزی همچون جایزه ادبی لامدا شده‌است.